# ФК Келн
ФК Келн је немачки фудбалски клуб из Келна, Северна Рајна-Вестфалија. Основан је 1948. спајањем два клуба која су се звала Kölner Ballspiel-Club 1901 и SpVgg Sülz 07. Тренутно се такмичи у Првој Бундеслиги.
Клуб игра на стадиону Рајненергија, капацитета 50.374 седећих места. Највећи ривали Келна су Борусија Менхенгладбах, Бајер Леверкузен и Фортуна Диселдорф.

## Успеси

### Национални
- Национални шампионат
  - Првак (4) : 1962[1], 1964, 1978.
  - Друго место (7) : 1960[2], 1963[2], 1965, 1973, 1982, 1989, 1990.
- Куп Немачке
  - Првак (4) : 1968, 1977, 1978, 1983.
  - Финалиста (6) : 1954, 1970, 1971, 1973, 1980, 1991.

### Међународни
- Куп УЕФА:
  - Финалиста (1): 1986.

## Тренутни састав
Од 1. фебруара 2009.

## Стадион
Клуб своје мечеве као домаћин игра на стадиону Рајненергија, који има капацит од 50.374 места (46.134 седећих). Стадион носи име по локалном добављачу струје Рајненергији АГ и по споразуму носиће то име до 2014. Изграђен је 1921. године, а након тога је реновиран два пута, први пут од 1972. до 1975. и још једном од 2002. до 2004, када је реновирање коштало 47,4 милиона немачких марака (120 милиона €). Димензије терена су 105 x 68 m.
Стадион Рајненергија је био један од 12 стадиона домаћина на Светском првенству у фудбалу 2006. одржаном у Немачкој, а на њему је одиграно пет утакмица.

## Новији резултати
| Сезона   | Лига                  | Позиција        |
| 1999/00. | Друга Бундеслига (II) | 1. (промовисан) |
| 2000/01. | Бундеслига (I)        | 10.             |
| 2001/02. | Бундеслига (I)        | 17. (испао)     |
| 2002/03. | Друга Бундеслига (II) | 2. (промовисан) |
| 2003/04. | Бундеслига (I)        | 18. (испао)     |
| 2004/05. | Друга Бундеслига (II) | 1. (промовисан) |
| 2005/06. | Бундеслига (I)        | 17. (испао)     |
| 2006/07. | Друга Бундеслига (II) | 9.              |
| 2007/08. | Друга Бундеслига (II) | 3. (промовисан) |
| 2008/09. | Бундеслига (I)        | 12.             |
| 2009/10. | Бундеслига (I)        | 13.             |
| 2010/11. | Бундеслига (I)        | 10.             |
| 2011/12. | Бундеслига (I)        | 17. (испао)     |

## ФК Келн у европским такмичењима
| Сезона   | Такмичење   | Група   | Земља      | Екипа         | Резултат |
| -------- | ----------- | ------- | ---------- | ------------- | -------- |
| 2017/18. | Лига Европе | Група Х | Енглеска   | Арсенал       | 1-0, 1-3 |
|          |             | Група Х | Србија     | Црвена звезда | 0-1, 0-1 |
|          |             | Група Х | Белорусија | БАТЕ Борисов  | 5-2, 0-1 |